# Jürg Fröhlich
Jürg Martin Fröhlich (Schaffhausen, 4 de julho de 1946) é um matemático e físico teórico suíço.
Fröhlich foi palestrante convidado do Congresso Internacional de Matemáticos em Helsinque (1978: On the mathematics of phase transitions and critical phenomena) e foi palestrante plenário do Congresso Internacional de Matemáticos em Zurique (1994: The FQHE, Chern-Simons Theory and Integral Lattices). Foi palestrante convidado do Congresso Europeu de Matemática em Paris (1992: Mathematical Aspects of the Quantum Hall Effect). Recebeu o Prêmio Nacional Latsis de 1984. Recebeu em 1991 com Thomas Spencer o Prêmio Dannie Heineman de Física Matemática. Recebeu em 1997 o Prêmio Marcel Benoist. Recebeu em 2001 a Medalha Max Planck. Recebeu o Prêmio Henri Poincaré de 2009. É membro da Academia Europaea e da Academia das Ciências de Berlim, e fellow da American Mathematical Society.